# キンシャサ
キンシャサ特別州（キンシャサとくべつしゅう、フランス語: Ville Province de Kinshasa）、通称キンシャサ（フランス語: Kinshasa）は、コンゴ民主共和国の首都。コンゴ川を挟んだ対岸にはコンゴ共和国の首都ブラザヴィルがある。
アフリカでも特に成長著しいメガシティの１つであり、人口は約1,457万人。
2019年のシンクタンクの世界都市ランキング「グローバル都市指標」では世界第101位の都市と評価された。

## 概要

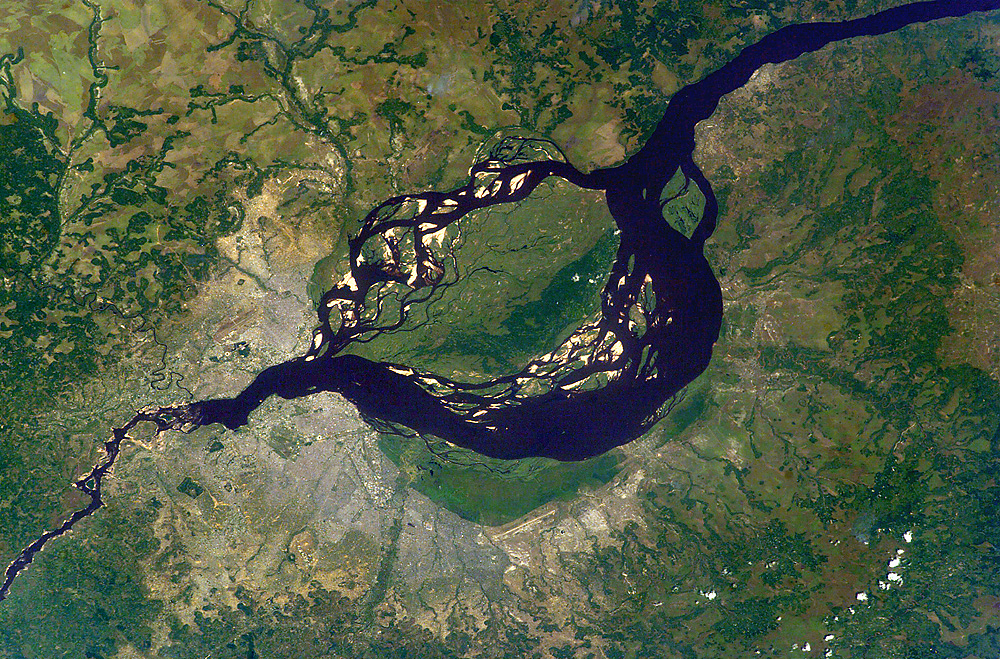
キンシャサ周辺の衛星写真。中央にある円形のマレボ湖をはさみ、北にブラザヴィル、南にキンシャサがある

コンゴ川（旧称ザイール川）下流に位置する河港都市。近郊を含む都市圏人口は2016年時点で1,138万人であり、世界第27位、フランス語圏ではパリに次いで2位、サブサハラアフリカ（サハラ砂漠以南のアフリカ）ではラゴスに次いで2位、アフリカ大陸ではカイロとラゴスに次ぐ第3位である。
キンシャサは、マレボ湖（スタンリープール）と呼ばれるコンゴ川の川幅が広がった地域にある。マレボ湖より下流はリビングストン滝と呼ばれる急流部が350km下流のマタディまで続いており、船舶の航行ができない。一方、キンシャサより上流は高原となっており、緩やかな流れがかなり上流まで続いているため、コンゴ川は1600km上流のキサンガニまで、ウバンギ川は1200km上流のバンギまで、カサイ川は800km上流のイレボまで、それぞれ大型船の通年航行が可能である。そのため、コンゴ盆地各地からの物資を集散し、鉄道で海まで運ぶ結節点として建設され、繁栄してきた。
コンゴ川をはさんだ対岸にはコンゴ共和国の首都ブラザヴィルが位置する。川を隔てているとはいえ隣り合っている都市が両方共国家の首都というのは世界中でここだけである。この二つの都市で大都市圏を形成している（双子都市）。お互いの都市は活発な経済活動がある。
旧称はフランス語でレオポルドヴィル (Leopoldville)、オランダ語でレオポルドスタット(Leopoldstad)。1966年、前年に政権を掌握したモブツ・セセ・セコにより現在の地名に改称された。
同じ地域名を国名として持つコンゴ共和国と区別するため、コンゴ民主共和国を首都キンシャサにちなんで通称コンゴ・キンシャサと呼ぶことがある。コンゴ共和国は、コンゴ・ブラザヴィルと呼ぶ。同じ論法で正式国名になったのが、ギニアビサウである。

## 地理

### 気候
熱帯モンスーン気候に属しており、明確な雨季と乾季があるが、乾季は短い。6月から9月までの4か月間は乾季で、ほとんど雨が降らない。一方、気温は乾季に1度から2度下がるものの、一年中を通じて最低気温20度、最高気温30度程度で一定している。乾季は気温がわずかに下がるため、現地では「冬」とも呼ばれている。雨季はスコールも多いが晴天も多く、一方で乾季は降雨はほとんどないが曇天が続く。
| キンシャサの気候       | キンシャサの気候 | キンシャサの気候 | キンシャサの気候 | キンシャサの気候 | キンシャサの気候 | キンシャサの気候 | キンシャサの気候 | キンシャサの気候 | キンシャサの気候 | キンシャサの気候 | キンシャサの気候 | キンシャサの気候 | キンシャサの気候 |
| 月                     | 1月              | 2月              | 3月              | 4月              | 5月              | 6月              | 7月              | 8月              | 9月              | 10月             | 11月             | 12月             | 年               |
| ---------------------- | ---------------- | ---------------- | ---------------- | ---------------- | ---------------- | ---------------- | ---------------- | ---------------- | ---------------- | ---------------- | ---------------- | ---------------- | ---------------- |
| 最高気温記録 °C （°F） | 36 (97)          | 36 (97)          | 36 (97)          | 36 (97)          | 35 (95)          | 34 (93)          | 32 (90)          | 35 (95)          | 36 (97)          | 36 (97)          | 34 (93)          | 36 (97)          | 36 (97)          |
| 平均最高気温 °C （°F） | 31 (88)          | 31 (88)          | 32 (90)          | 32 (90)          | 31 (88)          | 29 (84)          | 27 (81)          | 29 (84)          | 31 (88)          | 31 (88)          | 31 (88)          | 30 (86)          | 30 (86)          |
| 平均最低気温 °C （°F） | 21 (70)          | 22 (72)          | 22 (72)          | 22 (72)          | 22 (72)          | 19 (66)          | 18 (64)          | 18 (64)          | 20 (68)          | 21 (70)          | 22 (72)          | 21 (70)          | 21 (70)          |
| 最低気温記録 °C （°F） | 18 (64)          | 18 (64)          | 18 (64)          | 19 (66)          | 18 (64)          | 15 (59)          | 14 (57)          | 14 (57)          | 16 (61)          | 15 (59)          | 17 (63)          | 17 (63)          | 14 (57)          |
| 降水量 mm （inch）     | 135 (5.31)       | 145 (5.71)       | 196 (7.72)       | 196 (7.72)       | 159 (6.26)       | 8 (0.31)         | 3 (0.12)         | 3 (0.12)         | 30 (1.18)        | 119 (4.69)       | 222 (8.74)       | 142 (5.59)       | 1,358 (53.46)    |
| 平均降雨日数           | 11               | 11               | 12               | 16               | 12               | 1                | 0                | 1                | 5                | 11               | 16               | 15               | 111              |
| 平均月間日照時間       | 124              | 140              | 155              | 150              | 155              | 120              | 124              | 155              | 120              | 155              | 150              | 124              | 1,672            |
| 出典：BBC Weather      |                  |                  |                  |                  |                  |                  |                  |                  |                  |                  |                  |                  |                  |

### 地域

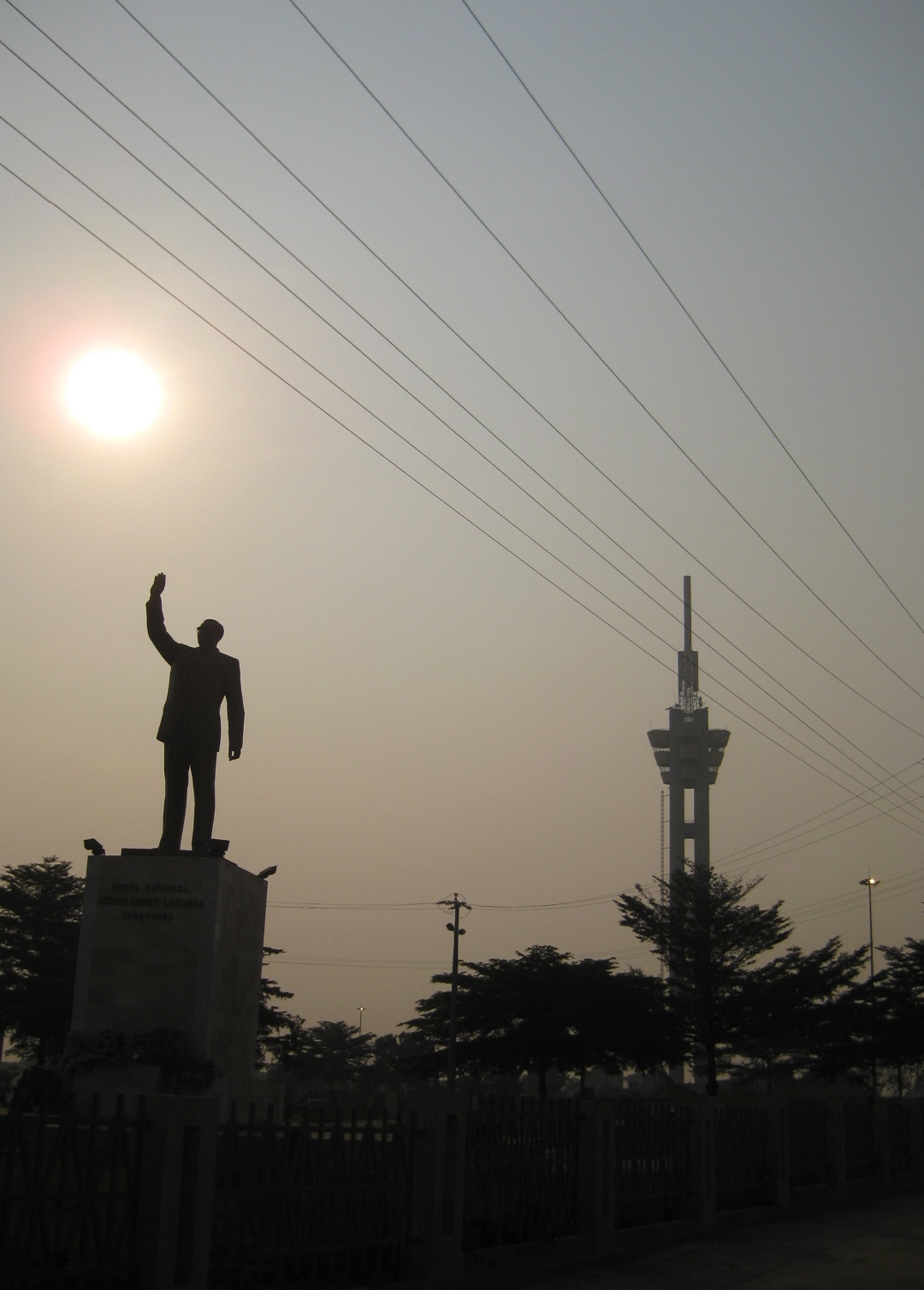
リメテ・タワーとルムンバ像

#### 行政区分
キンシャサ特別州は市の性格をも併せ持つ都市州である。キンシャサは4つの地区に分けられ、その下に24の区（コミューン）が置かれている。キンシャサの町の名前は市の中心部にあるキンシャサ区に由来するが、コンゴ川沿いのラ・ゴンベ区に企業が集まっており、ビジネスの中心となっている。ラ・ゴンベ区から南のキンタンボ区へと伸びる6月30日大通りが繁華街で、銀行や航空会社などが集まっている。その南のヌガリエマ区は官庁街で、ヌガリエマ山のふもとに沿って官庁が並んでいる。ヌガリエマ区は高級住宅街ともなっている。一方、その東に位置するカラム区のマトンゲ地区とヴィクトワール広場は下町の繁華街であり、多くのミュージシャンが居住するコンゴ音楽の中心となっている。州域の総面積は9,965km2である。キンシャサは広大な面積を持っているため、州の90％は農村部や自然であり、西端の10％の地域のみが都市化されている。
| フナ地区       | ルクンガ地区 | アンバ山地区 | チャンジュ地区 |
| -------------- | ------------ | ------------ | -------------- |
| バンダロンワ   | バルンブ     | キンセンソ   | キンバンセケ   |
| ブンブ         | ラ・ゴンベ   | レンバ       | マルク         |
| カラム         | キンシャサ区 | リメテ       | マシナ         |
| カサ＝ブブ     | キンタンボ   | マテテ       | ンジリ         |
| マカラ         | リンガラ     | ンガバ       | ンセレ         |
| ンジリ＝ンジリ | ンガフラ山   |              |                |
| セレンバオ     | ンガリエマ   |              |                |

### 人口

#### 人口動態
2010年の都市的地域の人口では842万人であり、世界第30位、アフリカではカイロとラゴスに次ぐ第3位である。キンシャサの人口は急速に増加を続けてきた。1920年に1600人だった人口は独立直前の1959年に約40万人となり、独立後はさらに人口増のペースが上がり、平均して年率7%の人口増加を記録することとなった。この急速な人口増にインフラストラクチャーの整備が追い付かず、後述するように様々な都市問題を抱え込むこととなった。
人口増加が著しく、2025年に1676万人、2050年に3500万人、2075年に5842万人と世界最大の都市となり、2100年の人口予測では8353万人を数える超巨大都市となる予測が出ている。

## 歴史

### ベルギーの植民地

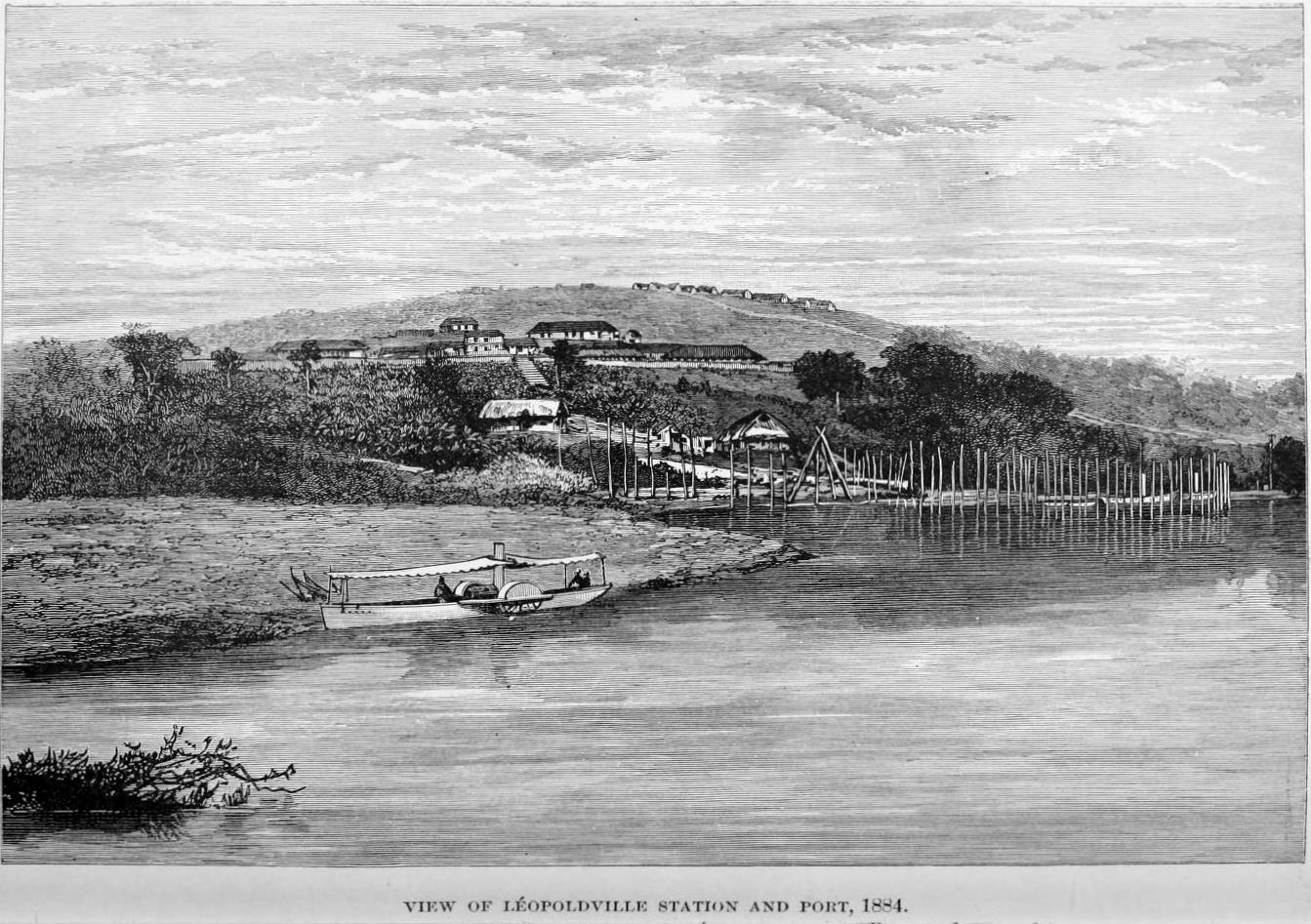
スタンリーのレオポルドヴィル基地と港（1884年）

19世紀にはここにキンシャサとキンタンボという名前の2つのコンゴ人の村落があり、キンタンボは族長ヌガリエマのもとで交易の中心として人口5,000人を数えていたが、ベルギー王レオポルド2世の命で探険を進めていたスタンリーが、1881年にレオポルド山（現在のヌガリエマ山）のふもとに拠点を設け、レオポルドヴィルと名付けた。
1885年にはコンゴ自由国領となり、入植者によって内陸河川交通の要所として注目され、1898年にはマタディ・キンシャサ鉄道が開通し、沿岸部との交通が整備された。これ以降、内陸部の物資を船で集め、鉄道で海岸へと運び出す経済の要所となり、発展が始まった。1908年にはコンゴ自由国（レオポルド2世の私領）からベルギーの植民地へと移管され、1926年には、コンゴ河口に近いボマにかわってベルギー領コンゴの都とされた。
コンゴ自由国時代の反省からベルギー領コンゴでは入植者に政治権力を持たせず、本国議会が集中管理を行ったためレオポルドヴィルは立法機能を持たなかったが、政府の決定を執行する行政府は大きな力を持ち、行政府の集中するレオポルドヴィルは急速な成長を遂げていった。
首都となった1926年にはすでに20,000人を抱えていた人口は、1950年には20万人に達した。
第2次世界大戦後には本国からの投資が急増し、農産物加工や食品、鉱業関係の企業によって工業化が進んでいった。これに伴いレオポルドヴィル市民の生活も向上し、民間企業中心に中産階級も出現。彼らによってリンガラ音楽などの新しい文化が生み出されていった。

### 独立と内戦
レオポルドヴィルでは1959年に独立を求める暴動が起こり、翌1960年の独立に影響を与えた。しかし独立後すぐにコンゴ動乱が勃発し、国内は内戦の渦に飲み込まれた。出現した中産階級も産業の壊滅とともに姿を消した。
こうした中、クーデターで政権を握ったモブツは1966年、オータンティシテ（真正化）政策と名づけた文化のアフリカ化政策を実行し、レオポルドヴィルは植民地化以前にあった村のひとつの名前を取ってキンシャサと改名された。
ザイールと改名されたモブツ政権下のコンゴにおいては政治経済は混乱を極め、多くの労働者が職を求めてキンシャサへと向かったため、この時期キンシャサの人口は急速に増大した。
モブツ政権は1990年になると欧米からの圧力によって民主化の動きを見せるが、あくまでも実権はモブツが握り続け貧富の差はいっこうに解消されなかったため、1991年には軍の一部が反乱を起こし、これに市民が加わって全市で大暴動が勃発した。その後も情勢は安定せず、ついに1997年、第一次コンゴ戦争においてローラン・カビラ率いるコンゴ・ザイール解放民主勢力連合 (AFDL) がキンシャサへ武力侵攻し、モブツ政権を打倒した。
1998年にはカビラ政権の内紛から第二次コンゴ戦争が勃発。反政府勢力のコンゴ民主連合 (RCD) は地盤の東部から兵士を空輸してキンシャサの西へと降下させ、東西からのキンシャサ侵攻を狙ったものの、政府軍によって撃退された。その後、2001年にローラン・カビラが暗殺されると政権は息子のジョゼフ・カビラが継いだ。カビラは反政府勢力との和平を進め、2006年には選挙が実施されてカビラが当選したものの、この時の対立候補であった野党のジャン＝ピエール・ベンバとの間で選挙結果を巡って武力衝突が発生し、20人以上が死亡した。決選投票でベンバはカビラに敗れ、ベンバが開票の不正を訴えたことでベンバ派は激しい抗議デモを繰り返したものの、最高裁判所の抗議却下を受けて、数日後に結果の受け入れを表明した。
しかし翌2007年の3月22日には両派の私兵同士が衝突。23日にはベンバが亡命し、24日の朝に沈静化するまで続いた。この衝突によってキンシャサでは死者155人、重傷者150人を数える惨事となった。

### 政治の安定化
21世紀にはいると、政情が以前に比べればやや安定したことを受けて、欧米や中国の鉱山会社が資源を求めてコンゴへの進出を図るようになった。
この動きはコンゴの富の集中するキンシャサにおいて富裕層の増大をもたらしたが、一方で市民の多くを占める貧困層には何の恩恵ももたらされておらず、貧富の差はさらに拡大傾向にある。
人口の流入も激しくなり、2010年代には人口が1000万人を超えた。国連の推計では2030年代には世界のベスト10入りすると見られている。都市に不可欠なインフラも建設が追いついていない。公共交通機関を見ればバスとタクシーが中心のため、交通事情は世界最悪と評されるレベルに達している。
2019年11月、集中豪雨による土砂災害などで41人が死亡。さらに2022年12月にも再び集中豪雨による土砂災害で120人以上が死亡している。

## 政治

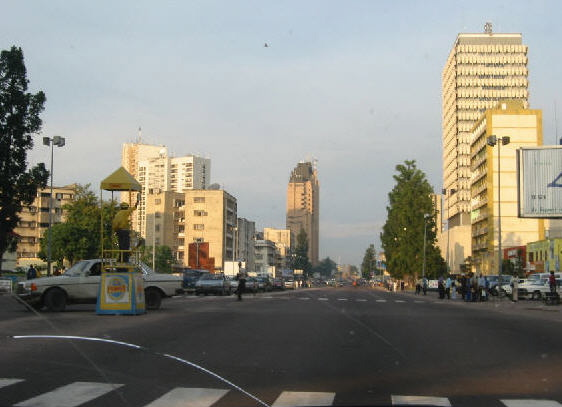
キンシャサ市の交差点の風景。信号機は設置してもすぐに破壊されるという。このため、警官が交通整理にあたる。

### 都市機能と治安
電力供給は、下流のリビングストン滝に建設されたインガ・ダムに多くを負っているが、ダム自体の発電能力は十分であるにもかかわらず、発電機の老朽化や送電網の不備などによって停電が日常的なものとなっている。それに伴い、大河コンゴ川のほとりにあるのにもかかわらず水道の断水なども頻繁に起こっている。もともとモブツ時代から電力や水道などの都市インフラストラクチャーは未整備な都市であったが、モブツ政権崩壊からジョゼフ・カビラ政権成立までの間、政情不安と財政破綻により行政サービスが完全に停止した。1997年には、当時のローラン・カビラ大統領に反乱を起こしたコンゴ民主運動軍がインガ・ダムを占拠し、キンシャサへの電力供給が完全に断たれる事件も起きた。幹線道路も一応舗装はされているもののまったく補修がされておらず、目抜き通りである6月30日大通りにさえ路面に大きな陥没が目立つような状態であった。水道の給水量はひとりあたり50リットル、漏水などを勘案すると30リットル程度にすぎない。この状態を改善するため、市内の上水の16％を供給するンガリエマ浄水場の改修計画をJICAが2010年より開始した。
過去数度の内戦において、キンシャサ市街は直接には甚大な被害をこうむることはなかった。モブツ政権崩壊時も、市街戦などは起こっていない。しかし内戦の続く国内各地から避難民がキンシャサへと流入した結果、治安や衛生状況が極度に悪化。2004年には、キンシャサはヨハネスブルグやナイロビと並び、アフリカでもっとも危険な都市と評されるようになった。第二次コンゴ内戦後、市内のスラムにはギャングが割拠するようになった。殺人や強盗、強姦などの犯罪が蔓延し、キンシャサの殺人率は人口10万人当たり112人以上にまで上昇した。戦乱や貧困によって孤児となったものも多く、彼らは「シェゲ」と呼ばれるストリートチルドレンの集団となって、治安悪化の要因となっている。
隣国コンゴ共和国の首都ブラザヴィルとはコンゴ川を挟んでわずか5kmしか離れていない隣町であり、そのためブラザヴィルで大事件が勃発した場合キンシャサに被害が及ぶこともある。1997年には、自国のモブツ政権崩壊においてはそれほどの被害がなかったのに、同時期にブラザヴィルでドニ・サスヌゲソ前大統領派とパスカル・リスバ大統領派の間で市街戦が勃発した際にはコンゴ河畔を中心に流れ弾などの被害を受けた。2012年3月4日にはブラザヴィルで軍の武器庫が大爆発を起こし146人以上が死亡する大惨事となったが、この時キンシャサにおいても衝撃で窓ガラスが割れるなどの被害が相次いだ。
21世紀に入り、6月30日大通りをはじめとするキンシャサ市内の幹線道路はおもに中国の援助によって次々と改修されている。日本もヌジリ国際空港とキンシャサ市内を結び、バコンゴ州とバンドンドゥ州を結ぶ大幹線道路の一部ともなっている長さ4kmのポワ・ルー通りを2009年よりJICAの支援によって改修している。

## 対外関係

### 姉妹都市・提携都市
- ダカール（セネガル共和国）
- ユトレヒト（オランダ王国）
- ブリュッセル（ベルギー王国）

## 教育

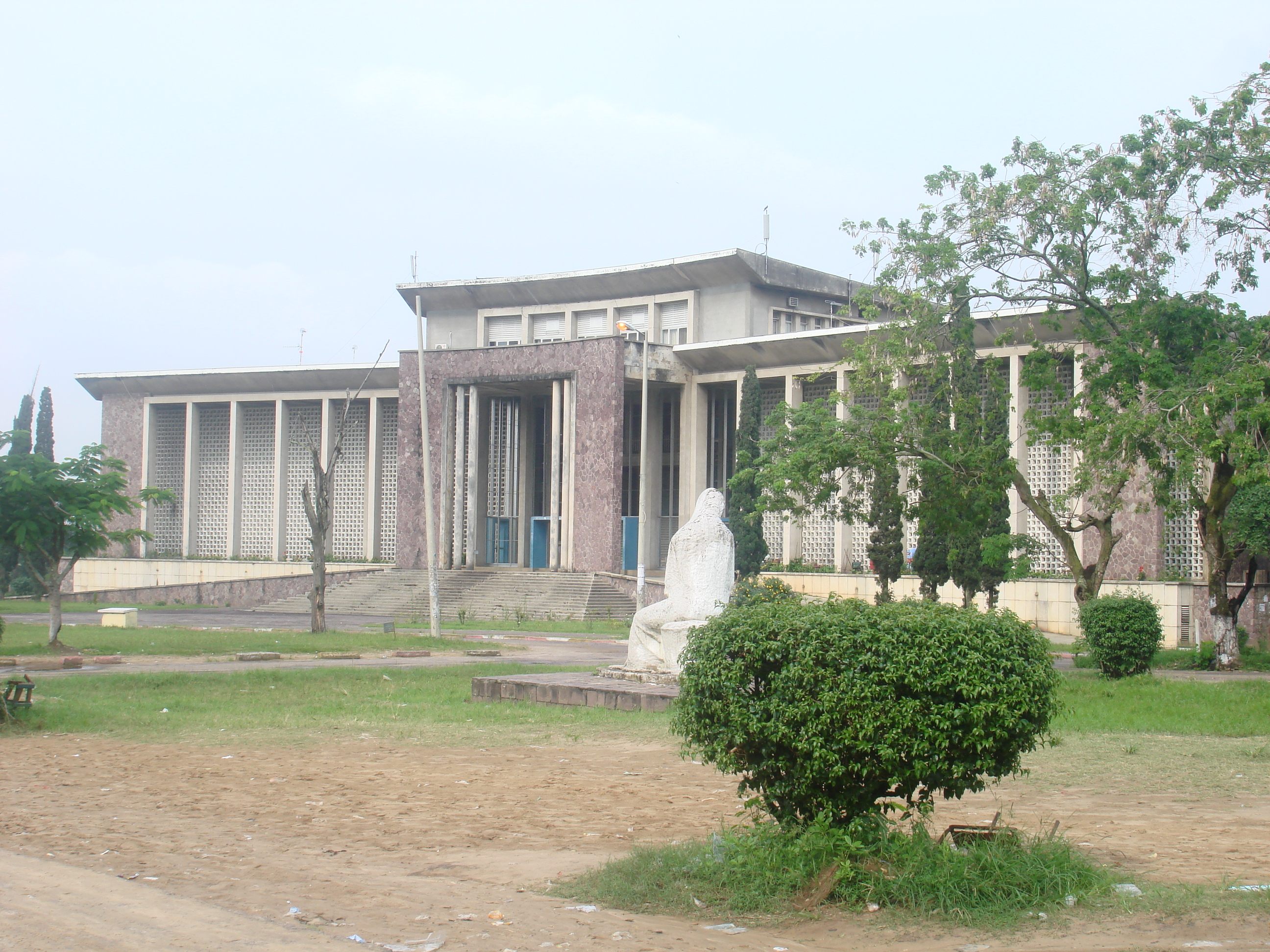
キンシャサ大学

キンシャサの教育は、公用語であるフランス語によって行われている。

### 大学
- キンシャサ大学

キンシャサ大学はコンゴ民主共和国で最も古く大きな大学で、ベルギー領コンゴ時代の1954年に「ロヴァニウム大学」として創立された。ロヴァニウム大学は宗主国ベルギーのルーヴェン・カトリック大学と提携して設立された。その後、1971年8月にロヴァニウム大学は、1962年に創立されたキサンガニのプロテスタント自治コンゴ大学および、1956年に設立されたルブンバシのコンゴ大学と合併してザイール国立大学キンシャサキャンパスとなったが、1981年には再び3校に分離し、キンシャサ大学と改名して現在に至っている。
このほかにも、コンゴ・プロテスタント大学や国立教育大学などがキンシャサにある。

## 交通

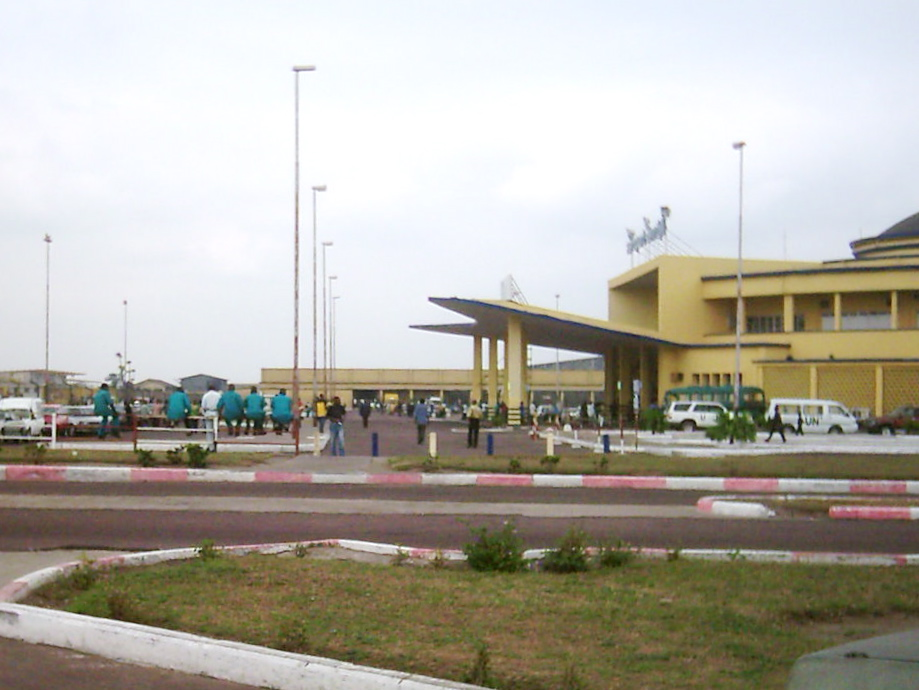
ヌジリ国際空港

### 空路

#### 空港
キンシャサにはンドロ空港とヌジリ国際空港の二つの空港がある。1940年に建設されたンドロ国際空港は市街中心部に位置するが、現在は国内の短距離線にのみ使用される。キンシャサの玄関口であるヌジリ国際空港は市中心部より29km南東に位置し、国内長距離線やブリュッセルなどヨーロッパやアフリカ各地への国際線が就航している。

### 鉄道

#### 鉄道路線
鉄道交通はマタディ・キンシャサ鉄道が、キンシャサとコンゴ河口近くのマタディ港を結んでいるが、老朽化が著しい。

### バス

#### 路線バス
市内交通においてはいくつかのバス路線があるものの、輸送のほとんどは個人によるミニバスが中心となる。

### 航路

#### 港湾
- マタディ港

#### 船舶
水上交通については、コンゴ河畔にLe Beach Ngobilaと呼ばれる長さ7kmにわたる河港があり、埠頭や桟橋が連なる。オナトラ社など各社が運行するフェリーが、コンゴ川水系上流に位置するキサンガニやイレボなど国内各地を結んでいるほか、中央アフリカの首都バンギにも国際航路が就航している。コンゴ川の対岸にあり4km離れたコンゴ共和国の首都ブラザヴィルとの間もフェリーが多数往来している。

## 文化・名物

### 言語
公用語はフランス語であるが、共通語としてリンガラ語が広く使われる。もともとこの地域はコンゴ人の居住地域であり、言語もコンゴ語が中心であったが、人口の急増とともにリンガラ語にとってかわられるようになった。リンガラ語は19世紀後半にコンゴ川中流域で成立したクレオール言語であったが、リンガフランカとして流域に広まるようになり、流入者の多いキンシャサでは20世紀初頭にはすでにリンガラ語が共通語として広く使用されるようになっていた。リンガラ語がキンシャサ及びブラザヴィルの言語となると、キンシャサに拠点を置くマスメディアや音楽でも多用され、さらに全国から人の集まる軍においてもリンガラ語が共通語として使用されたため、両コンゴに広がっていった。特にキンシャサで勃興したリンガラ音楽はコンゴのみならずアフリカ全体に広がり、リンガラ語の普及に大きな役割を果たしている。フランス語圏の都市としてはキンシャサはパリに次いで世界で2番目に大きな都市であり、共通語としてはリンガラ語が使われるものの、政府や学校、新聞、上流階級やビジネスなどではフランス語が使用される。現在の人口増加が続けば、2020年ごろにはキンシャサは人口でパリを抜いてフランス語圏最大の都市となると考えられている。2012年10月、キンシャサでは第14回のフランコフォニー・サミットが開催された。

### 音楽
キンシャサはアフリカにおける音楽の一中心地であり、とくに1970年代にこの地で生まれたリンガラ音楽（リンガラ・ポップスとも）と呼ばれる音楽はコンゴのみならずアフリカ中に広まった。キンシャサにおけるポピュラー音楽の系譜は、1930年代から1940年代にかけてキューバからルンバが伝わったことにはじまる。これを起源として、当時のレオポルドヴィルではスークースと呼ばれる新しい音楽が起こった。その後1950年代にはアメリカからジャズも伝わり、ルンバを基本としてキンシャサに集まったミュージシャンたちが新たなポピュラー音楽（ルンバ・コンゴレーズ）を作り上げていった。フランソワ・ルアンボ・マキアディ（通称フランコ）や、グラン・カレといった音楽家が出現し、レオポルドヴィルに次々と設立されたレコード会社によってブラックアフリカ全土へと音楽が広がっていった。1969年にはパパ・ウェンバが中心となってとなってザイコ・ランガ・ランガが結成され、以後のキンシャサ音楽は完全に独立した新しいものとなり、ルンバ・ロックやリンガラ・ポップスと呼ばれる新しいジャンルとなっていった。カラム区のマトンゲ地区とヴィクトワール広場付近には多くのミュージシャンが集まり、音楽の中心となっていった。

### スポーツ

スタッド・デ・マルティール

サッカーはキンシャサで最も人気のあるスポーツの一つであり、いくつかのサッカークラブがある。2012年現在、コンゴ民主共和国のトップディビジョンであるリナフットには、ASヴィタ・クルブ、DCモテマ・ペンベの2チームが所属している。この2チームはともに12回の優勝経験を持ち、リナフットで最も多く優勝したチームである。キンシャサの現在のメインスタジアムは、リンガラ区にあるスタッド・デ・マルティールである。このスタジアムは80,000人を収容し、世界でも19番目に大きなスタジアムである。このスタジアムはザイール時代に中国の援助で1988年に建設が開始され、総工費3,800万ドルをかけて1994年9月14日にオープンした。この時の名前はカマニョラ・スタジアムであったが、1997年にモブツ政権が崩壊するとカビラ政権によって現在の名称に改称された。これ以前は、スタッド・タタ・ラファエル（旧名は5月20日スタジアム）がメインスタジアムであった。このスタジアムでは、1974年10月30日にモハメド・アリとジョージ・フォアマンの試合が行われている。

#### キンシャサの奇跡
1974年10月30日、モハメド・アリ（ アメリカ合衆国）がこの地でジョージ・フォアマン（ アメリカ合衆国）に8ラウンドKO勝利し、ボクシング世界ヘビー級王座を奪還した。下馬評を覆したこの逆転劇は「キンシャサの奇跡」と呼ばれ、ボクシング史上屈指の名勝負として語り継がれる。
この試合はアメリカへの衛星生中継に合わせた為、現地でのゴング（試合開始）は深夜3時頃だった。

## ギャラリー

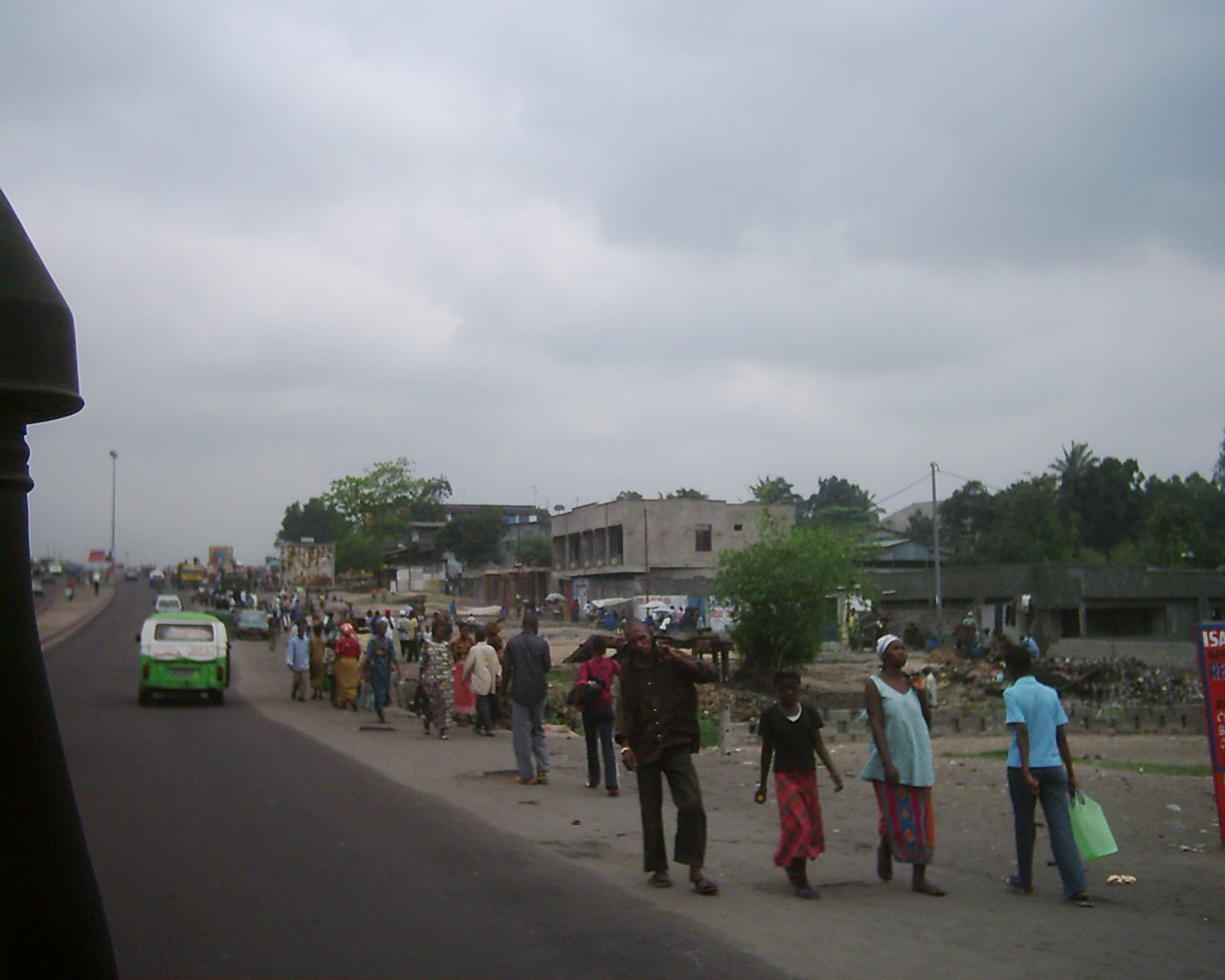
マシナ区のルムンバ通り
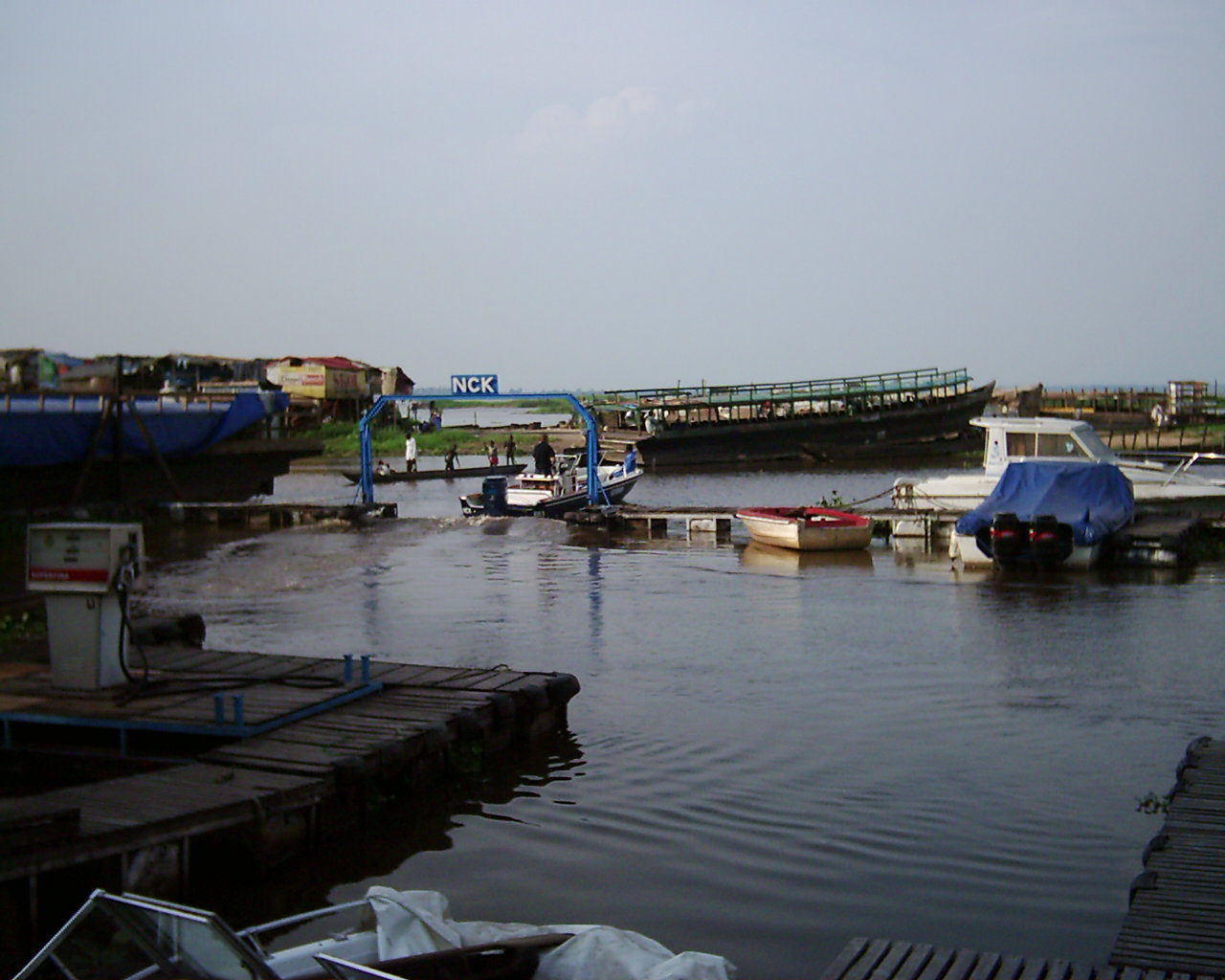
スラム街近くにあるNautic Club de Kinshasaの船着き場。奥には座礁船がある。
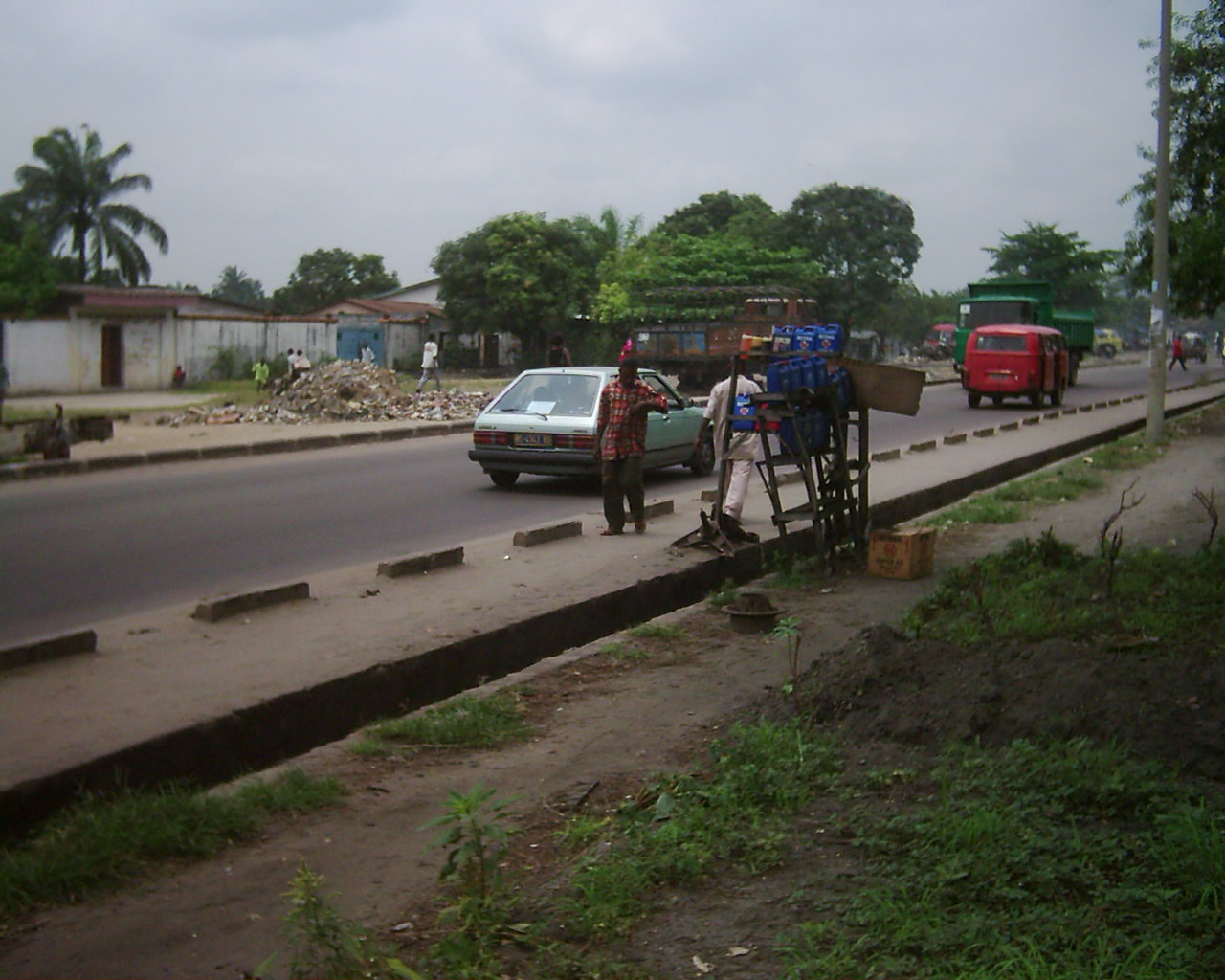
レンバ区
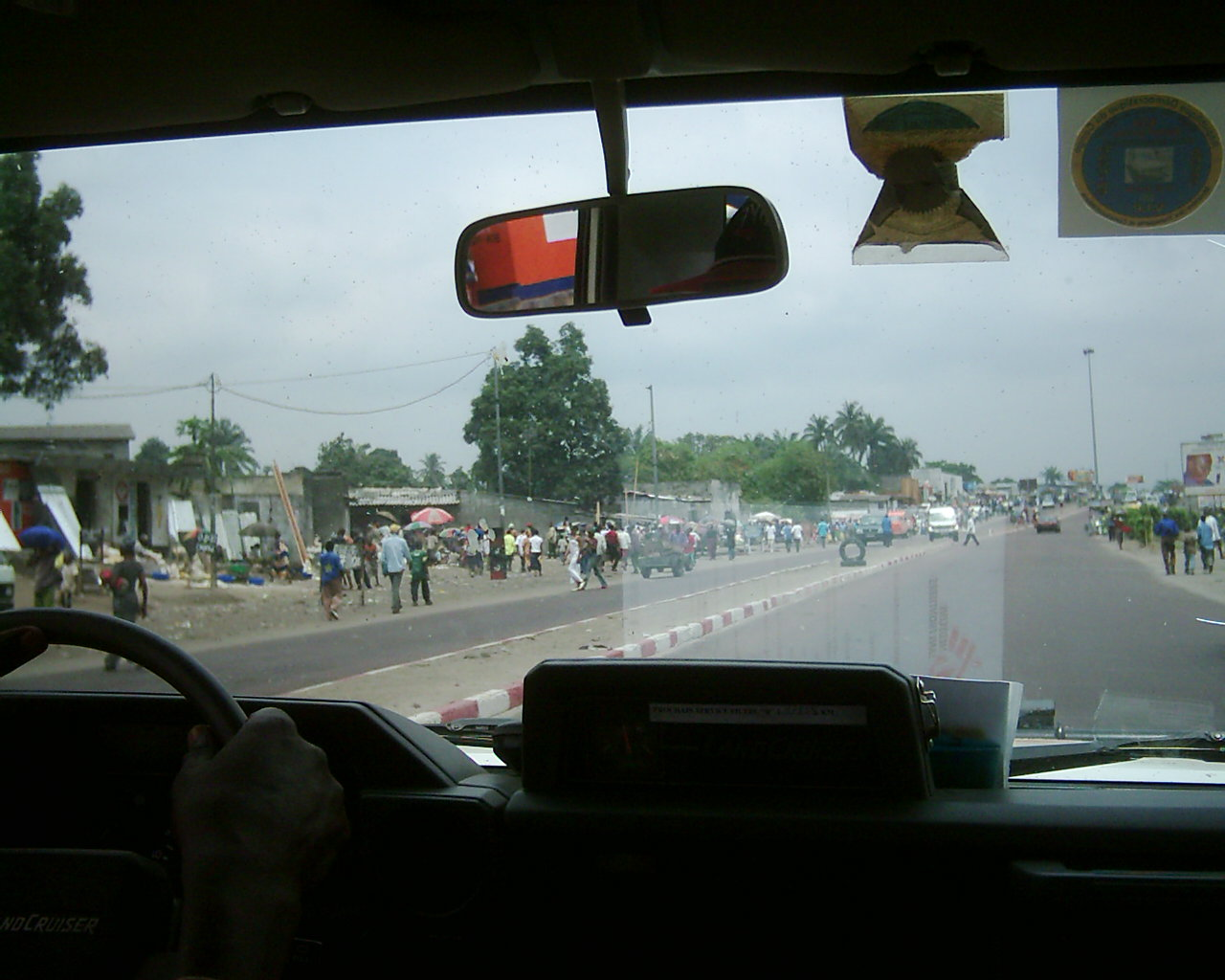
ヌジリ区のルムンバ通り。ンジリ国際空港と市街とを結ぶ
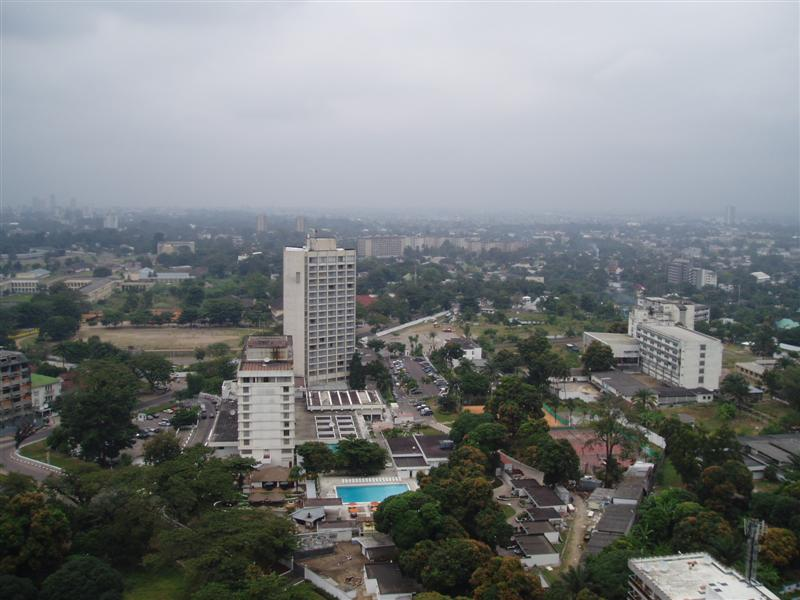
ラ・ゴンベ区
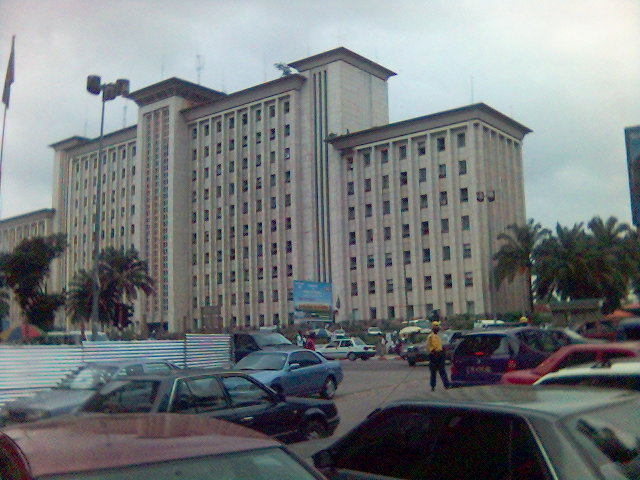
オナトラ本社ビル
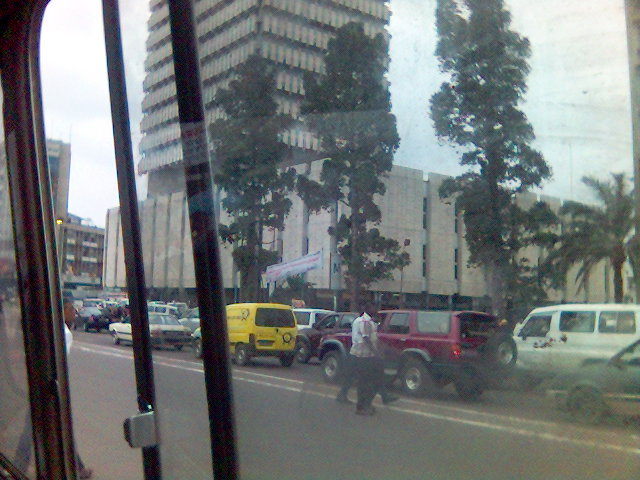
コンゴ商業銀行
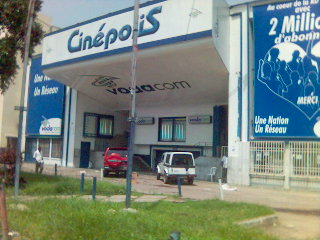
映画館